# Alert!

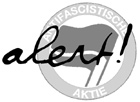
Logo van Alert!

Alert! was het tijdschrift van de Anti-Fascistische Aktie (AFA).
Alert! verscheen van 1997 tot en met 2013 vier keer per jaar en verschafte achtergrondinformatie over de rechtse en extreemrechtse beweging in Nederland en daarbuiten. Daarnaast werd de "verrechtsing in de politiek" behandeld.  Naast nieuwsartikelen kende Alert! een aantal vaste rubrieken, zoals 'Wat schrijft rechts' en 'Onder de loep', waarin de antifascistische onderzoeksgroep Kafka elke uitgave een andere beweging of persoon nader toelichtte.